# Valeena
Valeena je lik iz crtane serije Superrobotov majmunski tim. Nazvana je još i "Čarobnica Lubanje". Njezin je gospodar Kralj Kostura. Glas joj je posudila Hynden Walch. 

## Lik
Valeena je kao djevojčica imala crvenu kosu i plave oči. Poslije, kad je postala čarobnica, imala je crnu kosu spletenu u pletenice, crvene pramenove i ljubičaste oči. Valeena je kći Ma i Pa Sheenko, koji su bili štovatelji Kralja Kostura. Postala je njegova najodanija sljedbenica. On ju je odveo u Divlje Zemlje, kraj pun drevnih hramova i piramida. Najveći hram postao je Valeenino stanište, a ona ga je ispunila Bezličnima. Valeena je otela Jinmay i htjela ju žrtvovati Kralju Kostura. Majmuni su spasili Jinmay, a Chiro je Valeenu bacio u mulj. Poslije je Valeena zajedno s Mandarinom oživljavala svog gospodara. Mučila je Mandarina kako bi joj rekao gdje je lubanja Kralja Kostura. Čini se da ju Mandarin nije smio zvati imenom, nego joj se obraćao s "vještice" ili "čarobnice". Zajedno su došli u Kosturski krug i uzeli lubanju. Nakon što je skupila sve dijelove duše Kralja Kostura, nakon što ga je oživjela, on ju je uništio, te je postala dio njegove nemrtve vojske. Prije kraja, Valeena je blistala od sreće i žudila za nagradom.